# 雷蒂库斯陨石坑
雷蒂库斯陨石坑(Rhaeticus)是月球上一座横跨赤道的撞击坑，位于中央湾东南附近，约形成于45.5亿年前-38.5亿年前的前酒海纪代，其名称取自德国数学家及天文学家格奥尔格·约阿希姆·雷蒂库斯（Georg Joachim Rheticus，1514年-1576年），
1935年被国际天文联合会批准接受。

## 描述

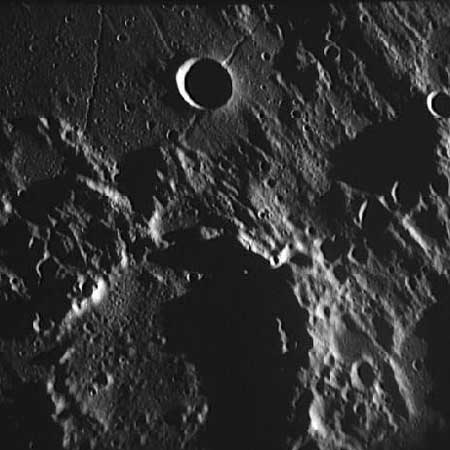
阿波罗10号拍摄的雷蒂库斯陨石坑

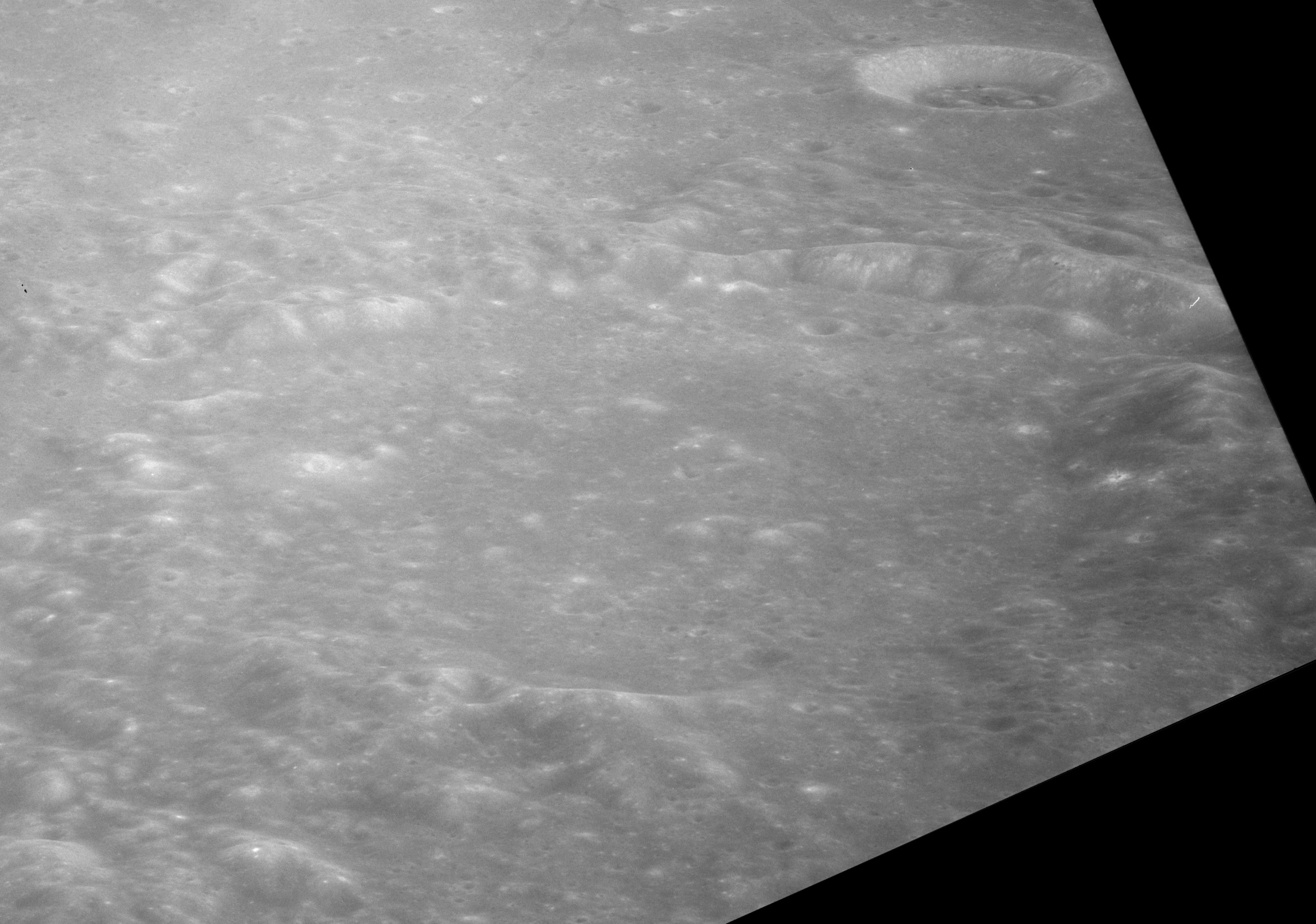
阿波罗12号拍摄的雷蒂库斯陨石坑朝北斜视图，右上为卫星坑"雷蒂库斯 A"。

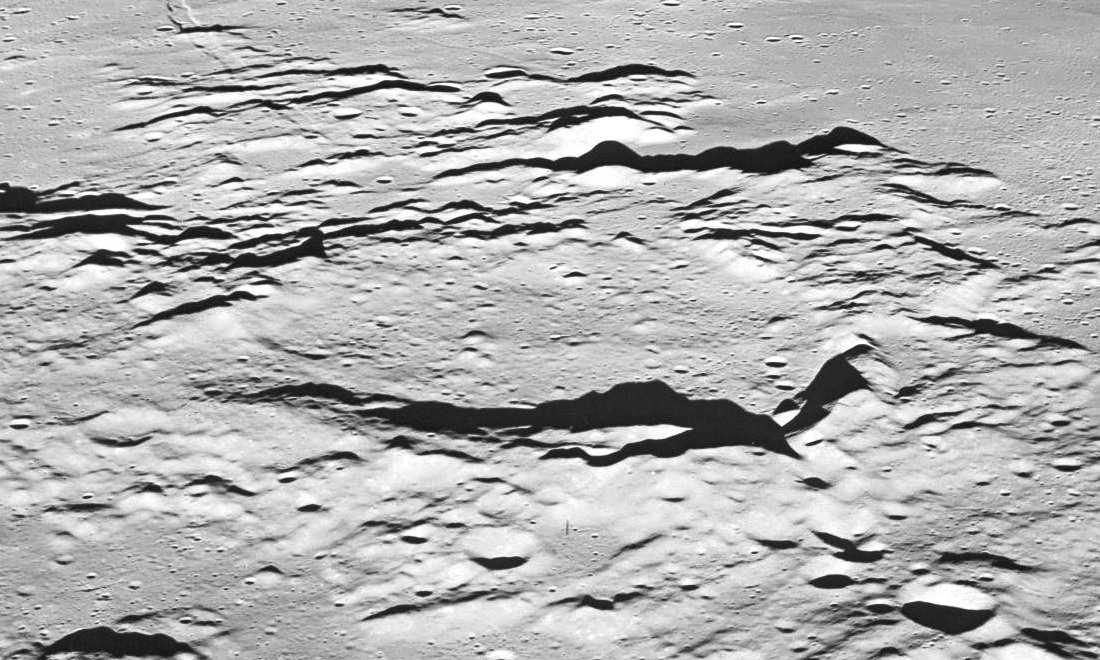
阿波罗10号在太阳低照下拍摄的雷蒂库斯陨石坑西向斜视图。

该陨坑西北偏西毗邻布莱格陨石坑、西北偏北为特里斯纳凯尔陨石坑；登博夫斯基陨石坑坐落在东北、东南分别有拉德环形山和皮克林陨石坑；西南则是泽利格陨坑；往南可看到破损的环壁平原-依巴谷环形山。雷蒂库斯陨石坑的西北是中央湾、北面是"特里斯纳凯尔月溪"、西南偏西是奥波尔策月溪。
该陨坑中心月面坐标为0°02′N 4°55′E / 0.03°N 4.92°E，直径44.4公里，
深度1200米。
雷蒂库斯陨石坑外观呈南北稍长的粗略六边形，边缘已严重破裂，扁平的坑壁，特别是北侧切入了众多的裂缝和豁峪，东侧壁相对最为完整，而西北仅比坑底表面略高，东南偏南侧壁也有一处较浅的裂口。坑内地表已被熔岩覆盖，只有少数隆起部分露出表面。从东侧壁顶端向东北延伸着一道链坑。
从雷蒂库斯陨石坑西南到列奥米尔陨石坑分布着一条细长的月溪，但由于雷蒂库斯陨石坑西南群山矗立，因此，该月沟一般难以辨别。

## 卫星陨石坑
按照惯例，最靠近泽利格陨石坑的卫星坑在月图上以字母标注在该坑中心点的旁边。

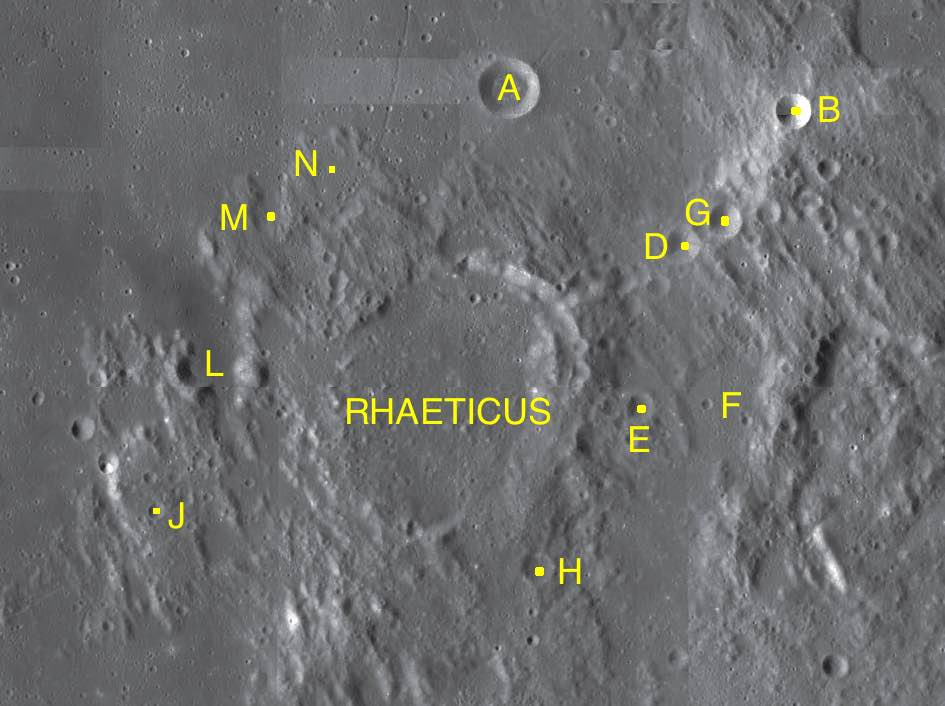
LAC-59和LAC-77 拼接图

| 雷蒂库斯 | 纬度   | 经度   | 直径    |
| -------- | ------ | ------ | ------- |
| A        | 1.8° N | 5.2° E | 11 公里 |
| B        | 1.7° N | 6.8° E | 6 公里  |
| D        | 0.9° N | 6.2° E | 7 公里  |
| E        | 0.1° S | 6.0° E | 5 公里  |
| F        | 0.1° S | 6.5° E | 18 公里 |
| G        | 1.0° N | 6.4° E | 6 公里  |
| H        | 1.0° S | 5.4° E | 6 公里  |
| J        | 0.7° S | 3.2° E | 4 公里  |
| L        | 0.2° N | 3.6° E | 14 公里 |
| M        | 1.0° N | 3.8° E | 7 公里  |
| N        | 1.2° N | 4.2° E | 12 公里 |

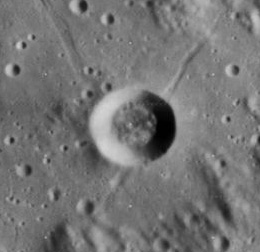
月球轨道器4号拍摄的"雷蒂库斯 A"图像